# Divine Word University
Divine Word University (DWU), dawniej Divine Word Institute – prywatny, koedukacyjny, ekumeniczny uniwersytet w  Papui-Nowej Gwinei. Utworzony w 1980 ustawą parlamentarną. Status uniwersytetu uzyskał w 1999. Znajduje się w Madang, stolicy prowincji Madang. Założycielem i pierwszym rektorem uniwersytetu był Polak ks. Jan Czuba.
Uczelnia jest najbardziej nowoczesną i prestiżową placówka edukacyjną w Papui Nowej Gwinei, respektującą jednocześnie lokalne tradycje. Kształci studentów z całego kraju i za granicy. Baza lokalowa Uniwersytetu składa się z kilkudziesięciu budynków: sale wykładowe, biblioteka, domy studenta. Uniwersytet zatrudnia wykwalifikowanych wykładowców z 27 krajówv.
Misją uczelni jest otwartość dla wszystkich, służba społeczeństwu poprzez jakości badań, nauczania i pracy społecznej w środowisku chrześcijańskim. Oferuje edukację intelektualną i duchową, w celu stworzenia odpowiedzialny obywateli i przyczynić się do rozwoju społeczeństwa. Filozofia edukacji jest zakorzenione w tradycji katolickiej.
Na uniwersytecie co roku odbywa się festiwal papuaskiej kultury. 

## Historia
Początki utworzenia uczelni sięgają 1958. Dwóch misjonarzy Divine Word Missionaries, arcybiskup Adolf Noser i ks. Paul McVinney, zainicjowało utworzenie uczelni, aby wspierać rozwój szkolnictwa wyższego w Papui-Nowej Gwinei. W 1964 wynajęto pod 99 letnią dzierżawę starą plantację kauczuku i rozpoczęły się negocjacje z rządem w sprawie finansowania. Brak pomocy rządowej dla projektu uniwersyteckiego zmusił planistów do ponownej oceny ich zaangażowania i doprowadził do utworzenia katolickiego, koedukacyjnego liceum.
Ks. Kenneth Feehan, został dyrektorem szkoły w 1967. Przez następne 14 lat kształtował rozwój i filozofię liceum. W 1977 wrócono do pierwotnej koncepcji utworzenia uczelni szkolnictwa wyższego. Zaczęto stopniowo wycofywać się z edukacji na poziome szkoły średniej i stopniowego zmierzania w kierunku rozwoju kształcenia uniwersyteckiego. W 1979 rozpoczęły się zapisy czteroletnie programy dyplomowe z zakresu biznesu i komunikacji w ramach Divine Word Institute. Pierwsza rocznik pionierskich studentów ukończył studia w 1982.
13 listopada 1995 ks. Jan Czuba został piątym rektorem instytutu i rektorem założycielem Divine Word University w 1996. 21 sierpnia 1996, na podstawie decyzji Narodowej Rady Wykonawczej (NEC) nr: 134/96, placówka została uznana za uczelnię partnerską w zakresie rozwoju szkolnictwa wyższego w PNG. W 1999, ustawą parlamentarną, została ustanowiona jako uniwersytet.  
W 2016 ks. Jan Czuba przekazał kierownictwo uczelnią prof. Cecili Nembou. 

## Wydziały
- Wydział Sztuki i Nauk Społecznych
- Wydział Przedsiębiorczości i Informatyki
- Wydział Medycny i Nauk o Zdrowiu
- Wydział Edukacji
- Wydział Teologiczny

## Kampusy
- Główny kampus znajduje się w mieście Madang, stolicy prowincji Madang
- Campus Port Moresby
- Campus Wewak - Nauczycielskie Kolegium św. Benedykta
- Campus Rabaul
- Campus Tabubil

## Missioning Ceremony
11 października 2013 odbyła się uroczystość Missioning Ceremony, kończąca etap inicjacji społecznej 500-osobowej grupy studentów. W uroczystości wzięli udział m.in. Konsul Generalny RP w Sydney Regina Jurkowska, Nuncjusz Apostolski w PNG Michael Banach (z pochodzenia Polak), Ambasador USA w PGN Walter North, którzy wygłosili okolicznościowe przemówienia oraz dokonali wręczenia nagród studentom. Konsul Jurkowska podkreśliła w swoim wystąpieniu rolę edukacji w rozwoju społeczeństwa i kraju.

## Parku Absolwentów
7 grudnia 2015 otwarty został Parku Absolwentów na kampusie Uniwersytetu Divine Word University w Madangu. Pomysłodawcą utworzenia parku był rektor ks. Jan Czuba, pełniący także od 2014 funkcję konsula honorowego RP w Madangu. W parku usytuowany został mur, na którym każdego roku umieszczane będą pamiątkowe tabliczki dedykowane najbardziej wyróżniającym się absolwentom – pod względem ich osiągnięć zarówno na polu zawodowym jak i społecznym. 7 grudnia umieszczona została na murze pierwsza tabliczka dedykowana byłemu studentowi Uniwersytetu Johnowi Taka.   

## Współpraca z Polską
Divine Word University współpracuje z Ortopedyczno-Rehabilitacyjnym Szpitalem Klinicznym im. W. Degi oraz Uniwersytetem Medycznym im. Karola Marcinkowskiego w Poznaniu. Inicjatorem współpracy ze strony PNG jest dr Jerzy Kuźma. 
W 2013 poznańscy ortopedzi, na czele z prof. Leszkiem Romanowskim, po wizycie w Papui Nowej Gwinei, rozpoczęli rozmowy dotyczące współpracy z DWU. Oficjalnie papuańska uczelnia oraz poznańska uczelnia nawiązały współpracę w kwietniu 2014. Obejmuje ona wiele obszarów: dydaktyka, prace naukowe, szkolenia, wymiana kadry oraz studentów. Początkowo w Divine Word University kształcono Health Extension Officers, czyli odpowiedników polskich felczerów. Dzięki współpracy m.in. z poznańskimi ośrodkami w 2016 otworzono wydział medyczny, w klinice powstał nowy blok operacyjny, a w planach jest pierwszy w Papui Nowej Gwinei program alloplastyki stawu biodrowego.